# James Edward Fitzgerald
James Edward Fitzgerald (* 30. Dezember 1938 in Chicago; † 11. September 2003) war römisch-katholischer Weihbischof in Joliet in Illinois.

## Leben
James Edward Fitzgerald empfing am 23. Mai 1964 die Priesterweihe. Papst Johannes Paul II. ernannte ihn am 11. Januar 2002 zum Weihbischof in Joliet in Illinois und Titularbischof von Walla Walla.
Der Bischof von Joliet in Illinois, Joseph Leopold Imesch, weihte ihn am 19. März desselben Jahres zum Bischof; Mitkonsekratoren waren Roger Louis Kaffer, Weihbischof in Joliet in Illinois, und Daniel Leo Ryan, Altbischof von Springfield in Illinois.
Von seinem Amt trat er am 5. Juni 2003 zurück.